# بانروه
بانروه (به مجاری: Bánréve) یک شهرداری در مجارستان است که در ناحیه پوتنوک واقع شده‌است. بانروه ۶٫۶۲ کیلومتر مربع مساحت و ۱٬۳۳۱ نفر جمعیت دارد.